# Xyris malmeana
Xyris malmeana là một loài thực vật hạt kín trong họ Hoàng đầu. Loài này được L.B.Sm. miêu tả khoa học đầu tiên năm 1939.